# Icsikava Daiszuke
Icsikava Daiszuke (Sizuoka, 1980. május 14. –) japán válogatott labdarúgó.
A japán válogatott tagjaként részt vett a 2002-es világbajnokságon.

## Statisztika
| Japán válogatott | Japán válogatott | Japán válogatott |
| Időszak          | Mérk.            | gól              |
| ---------------- | ---------------- | ---------------- |
| 1998             | 1                | 0                |
| 1999             | 0                | 0                |
| 2000             | 0                | 0                |
| 2001             | 0                | 0                |
| 2002             | 9                | 0                |
| Összesen         | 10               | 0                |